# Srae Huy
Srae Huy es una comuna (khum) del distrito de Koh Nheaek, en la provincia de Mondol Kirí, Camboya. En marzo de 2008 tenía una población estimada de 1531 habitantes.
Se encuentra ubicada al este del país, cerca de la orilla del río Srepok —afluente del río Mekong— y de la frontera con Vietnam.